# Doloclanes diribitus
Doloclanes diribitus är en nattsländeart som beskrevs av Arturs Neboiss 1999. Doloclanes diribitus ingår i släktet Doloclanes och familjen stengömmenattsländor. Inga underarter finns listade i Catalogue of Life.